# Otakar Mařák
Otakar Mařák (5. ledna 1872 Ostřihom – 2. července 1939 Praha-Podolí) byl český operní pěvec (tenor).

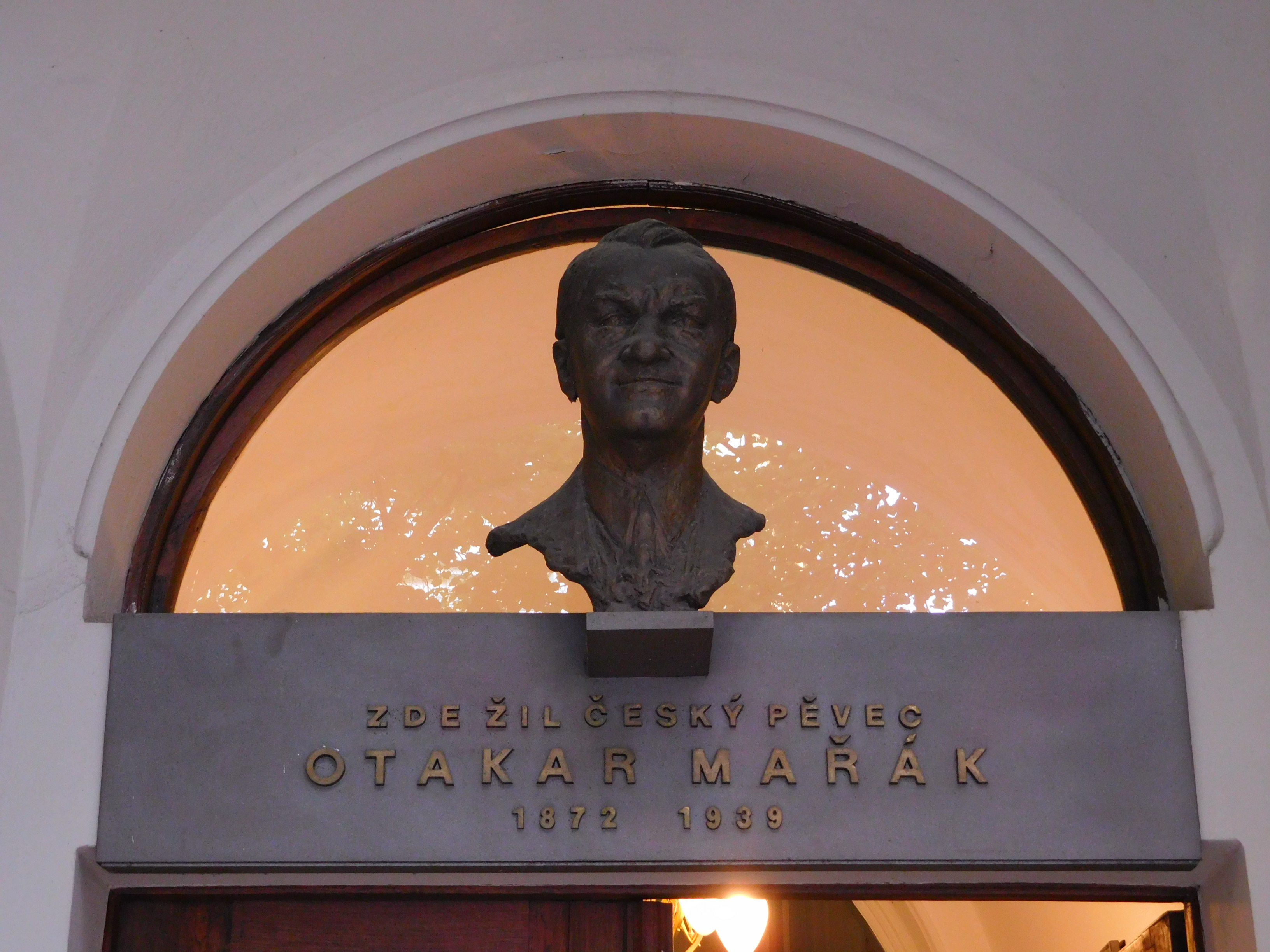
Praha - Staré Město, Pařížská 9, busta Otakara Mařáka

## Život
Synovec malíře Julia Mařáka nejprve tříbil své výtvarné nadání na pražské Uměleckoprůmyslové škole a následně na malířské akademii u prof. Maxmiliána Pirnera.
Současně studoval soukromě i zpěv. Debutoval v Brně 1. února 1899 titulní rolí Fausta v opeře Charlese Gounoda. Ve stejném roce byl angažován do Národního divadla v Praze. Od roku 1901 působil i na zahraničních scénách. Řádným členem Národního divadla byl v letech 1899–1901, potom v letech 1903–1907. Po tomto období vystupoval na naší první scéně jako stálý host. V roce 1907 odjel do Paříže, kde pokračoval v pěveckém školení. V letech 1908–1918 působil mj. v londýnské Covent Garden a Komické opeře v Berlíně. V prosinci roku 1917 se oženil s Marií Editou Caweinovou.
Po první světové válce přijal americké občanství, v USA i pedagogicky působil (1934–1937). Po záchvatu mrtvice v roce 1937 byl nucen se vrátit do Prahy, kde po dvou letech zemřel.
Vynikal zejména v rolích smetanovských (Jeník v Prodané nevěstě, Dalibor, Ladislav Podhajský ve Dvou vdovách, Lukáš v Hubičce) i v tradičním světovém repertoáru (Don Ottavio v Donu Giovannim, Massenetův Werther, Cavaradossi v Tosce, Alfred Germont v La traviatě). Často ztvárňoval Dona Josého v Bizetově Carmen.
Spolu s Emou Destinnovou a Karlem Burianem tvořil trojici slavných českých pěvců první třetiny 20. století.
Jeho bratrem byl houslista Jan Mařák, jeho sestra harfenistka Jiřina Mařáková-Schulzová.